# Mieklińce
Mieklińce – wieś w rejonie hajsyńskim obwodu winnickiego.